# 亞特蘭特羅帕

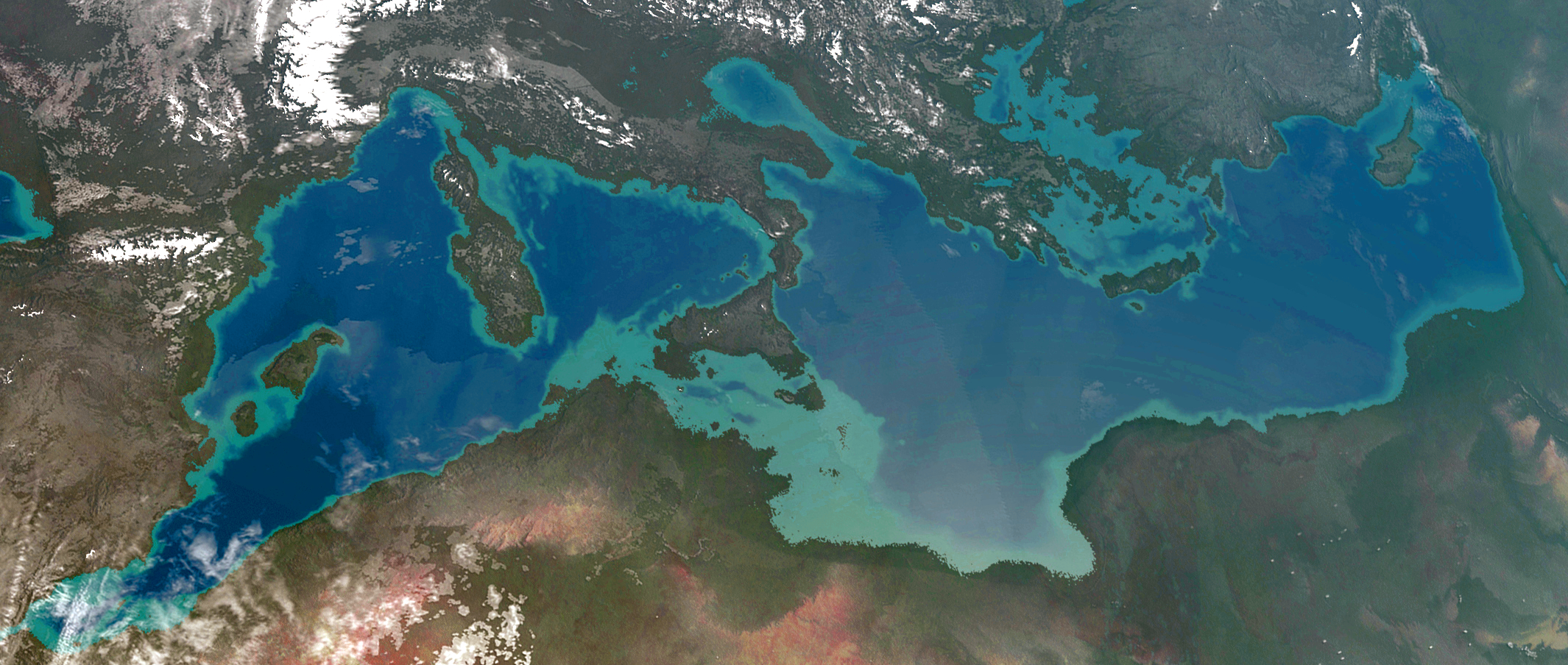
藝術家憑想像繪畫出來的亞特蘭特羅帕概念圖

亞特蘭特羅帕（Atlantropa），也被稱作潘羅帕（Panropa），一個由德國建築師赫爾曼·瑟格爾在20世紀20年代提出的巨型工程和殖民主義思想，瑟格爾一直提倡這項計劃直至其1952年逝世為止。亞特蘭特羅帕的核心概念是建造一個橫跨直布羅陀海峽的大型水壩，以提供大量的水力發電，而此舉會令地中海的水位大降200（660英尺），開闢出大片如亞德里亞海的可居住土地。除了直布羅陀海峽外，該項目還提倡興建四個主要水壩，它們分別是：
- 在達達尼爾海峽興建水壩以阻隔黑海的海水
- 在西西里島和突尼斯之間建造道路，進一步降低地中海的水位
- 填滿開賽河和乍得湖周圍的水域，為撒哈拉沙漠提供可用作灌溉的淡水，並在非洲內陸地帶創造一條航道
- 延長蘇伊士運河以維持與紅海的連接

瑟格爾希望亞特蘭特羅帕——預期計劃會延續約一個世紀——成為全歐生存空間的和平替代概念，后者之後演變成納粹德國外征的其中一個理由。亞特蘭特羅帕會為亞歐和非洲提供更多的土地、糧食來源、就業機會和電力，為三地給出新的願景。
數十年來，亞特蘭特羅帕有四個特點：
- 和平主義，承諾以和平的方式使用該技術；
- 泛歐主義，把該項目視作團結飽受戰火蹂躪的歐洲的方式；
- 對非洲的歐洲中心主義 ，將歐洲結合為亞特蘭特羅帕和歐非共同體（英语：Eurafrica）
- 新殖民地緣政治學，把世界分為三部分——美洲、亞洲和亞特蘭特羅帕[9]

積極支持亞特蘭特羅帕計劃的人僅限於德國和一些主要是北歐國家的建築師和規劃師。批評者嘲諷該計劃出現各式各樣的錯算，例如地中海國家在規劃上缺乏任何實際性的合作，以及沒有考慮當海水退去後對原本沿海卻因此計劃變成內陸的地區的影響。亞特蘭特羅帕在20世紀20年代末至30年代初大受歡迎，並在40年代末至50年代初復甦一段時間，但很快便因為瑟格爾在1951年逝世而從人們的日常對話中消失。

## 計劃

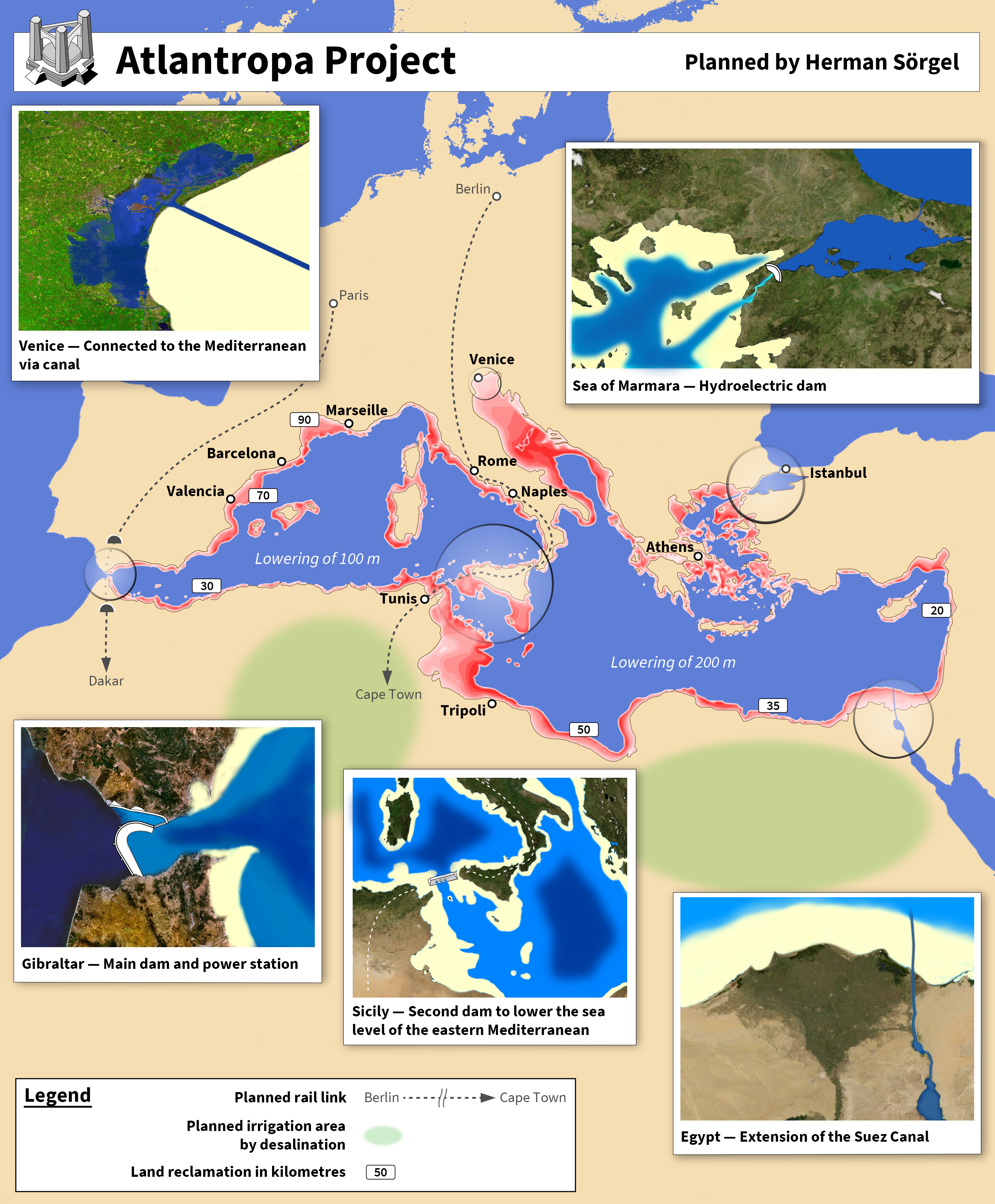
概述亞特蘭特羅帕各種水電和土地複墾工程的圖片

亞特蘭特羅帕的靈感來自當時對發生於596萬到533萬年前的地質事件——墨西拿鹽度危機的新認識。當代地質學家指出連接大西洋的海路收縮是地中海沿岸存有大量鹽礦的原因。而現今大多數的地球科學家則認為地中海在墨西拿鹽度危機發生時經歷過大幅的水量降低。
該計劃的目標是通過建立一個從地中海盆地延伸出來，供歐洲人使用的新大陸「亞特蘭特羅帕」，以解決歐洲文明的所有問題。瑟格爾相信想要保持與美洲和新興遠東泛亞的競爭的話，就必須讓歐洲做到自給自足，這也意味著歐洲要控制整個地中海沿海地區。而對於歐洲人來說，亞洲將永遠是一個謎，長遠來看，英國亦無法一直維持其全球帝國，因此歐洲國家要致力維護它們於非洲的殖民地。

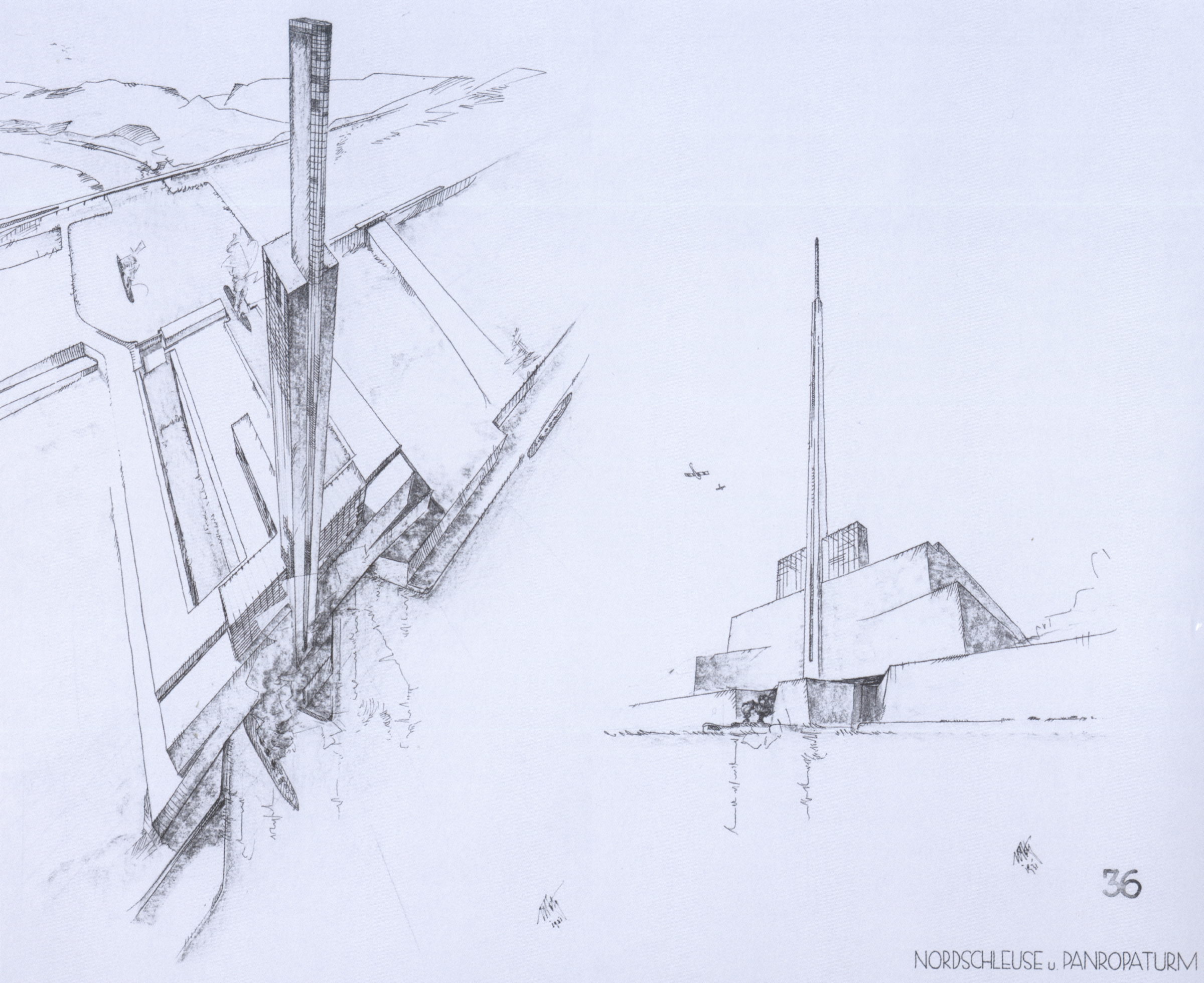
瑟格爾提倡在直布羅陀大壩安裝水閘

地中海的水位降低會產生巨大的水力發電，同時保證工業的發展，但與化石燃料不同的是這種能源不會耗盡。包括撒哈拉沙漠在內的大片土地會用作農業發展，分佈在非洲各地的三個海洋大小的人工湖則會作灌溉之用。預計持續一個多世紀的大型工程將會提供大量職位，緩解失業嚴重的問題，同時排水後得到的新土地還會減輕人口過剩的壓力，瑟格爾認為這些正是歐洲政治動盪的根本原因。瑟格爾還認為亞特蘭特羅帕能對氣候造成有利的影響，他相信更強大的灣流會產生更溫暖的冬季，甚至遠在歐洲西北面的不列顛群島也可得益。而與亞特蘭特羅帕合併的中東亦會成為額外的能源來源和抵禦黃禍的堡疊。
瑟格爾和其支持者曾為亞特蘭特羅帕做出許多宣傳材料，包括計劃、地圖、地中海幾個水壩和新港口的比例模型。彼得·貝倫斯則設計了一個建在直布羅陀大壩上的400米高鐘樓的視圖，他亦同時預測該計劃的農業生產力增長和繪製了泛亞電網的草圖，甚至還提倡保護可視為文化地標的威尼斯。每當支持提到地震或對氣候的影響時，大多抱持正面的想法而非消極。另外，瑟格爾在其1938年發行的《三大A》（The Three Big A's）的扉頁中亦引用了希特勒的話，表明亞特蘭特羅帕的概念與納粹的意識形態並不矛盾。
第二次世界大戰後，西方集團希望與非洲建立更緊密的連繫以打擊一眾共產主義國家，亞特蘭特羅帕也因此被重新提起。但核能的發現、複墾成本過高和殖民主義沒落等種種因素，導致亞特蘭特羅帕在技術上不必要且政治上亦不可行，最終對該計劃的研究在1960年停止。另外，自該計劃提出以來，大多數的討論都集中在直布羅陀海峽的水力發電潛力上，而沒有設想如何大幅降低地中海的水位。

## 流行文化
在金·羅登貝瑞的《星际旅行：无限太空》中，直布羅陀海峽已經被截斷，還建造了一個大壩。他有可能是通過威利·萊伊的暢銷作品《工程師之夢》（Engineers' Dreams）中借用瑟格爾的想法，而該作品則描述了亞特蘭特羅帕和瑟格爾的其他構思。
在《高堡奇人》系列小說和同名劇集中，前大納粹帝國總理馬丁·豪斯曼（Martin Heusmann）曾經計劃過把在直布羅陀海峽建造大壩，把地中海完全抽乾的計劃，目標是讓大德意志帝國擁有更多可以殖民的土地，但計劃最終因為資金嚴重不足而沒有定案。

## 延伸閱讀
- Gall, Alexander (1998). Das Atlantropa-Projekt: die Geschichte einer gescheiterten Vision. Herman Sörgel und die Absenkung des Mittelmeers. Frankfurt a.M.: Campus. ISBN 3-593-35988-X
- Gall, Alexander (2006). Atlantropa: A Technological Vision of a United Europe, in: Networking Europe. Transnational Infrastructures and the Shaping of Europe, 1850–2000, edited by Erik van der Vleuten and Arne Kaijser. Sagamore Beach: Science History Publications, pp. 99–128. ISBN 0-88135-394-9
- Günzel, Anne Sophie (2007). Das “Atlantropa”-Projekt – Erschließung Europas und Afrikas (2nd edition). München: Grin. ISBN 3-638-64638-6
- Sörgel, Herman. . Leipzig: J.M. Gebhardt. 1929.
- Sörgel, Herman.  (37): 983–987. 1931  [2018-02-09]. （原始内容存档于2016-03-17）.
- Sörgel, Herman. . Munich: Piloty & Löhle. 1932.
- Sörgel, Herman. . Zürich: Fretz & Wasmuth. 1932.
- Sörgel, Herman. . Munich: R. Piper & Co. 1933.
- Sörgel, Herman. . Munich: Piloty & Loehle. 1938.
- Sörgel, Herman. . Leipzig: Arnd. 1942.
- Sörgel, Herman. . Stuttgart: Behrendt. 1948.
- R.B. Cathcart, "Land Art as global warming or cooling antidote", Speculations in Science and Technology, 21: 65–72 (1998)
- R.B. Cathcart, "Mitigative Anthropogeomorphology: a revived 'plan' for the Mediterranean Sea Basin and the Sahara", Terra Nova: The European Journal of Geosciences, 7: 636–640 (1995).
- R.B. Cathcart, "What if We Lowered the Mediterranean Sea?", Speculations in Science and Technology, 8: 7–15 (1985).
- R.B. Cathcart, "Macro-engineering Transformation of the Mediterranean Sea and Africa", World Futures, 19: 111–121 (1983).
- R.B. Cathcart, "Mediterranean Basin-Sahara Reclamation", Speculations in Science and Technology, 6: 150–152 (1983).

## 外部連結
- Pictures from 2006 the WDR/Phoenix television documentary （页面存档备份，存于）
- Reconstructions of parts of Atlantropa at the University of Technology in Darmstadt
- Cabinet Magazine Article on Atlantropa（页面存档备份，存于）